# Félsziget

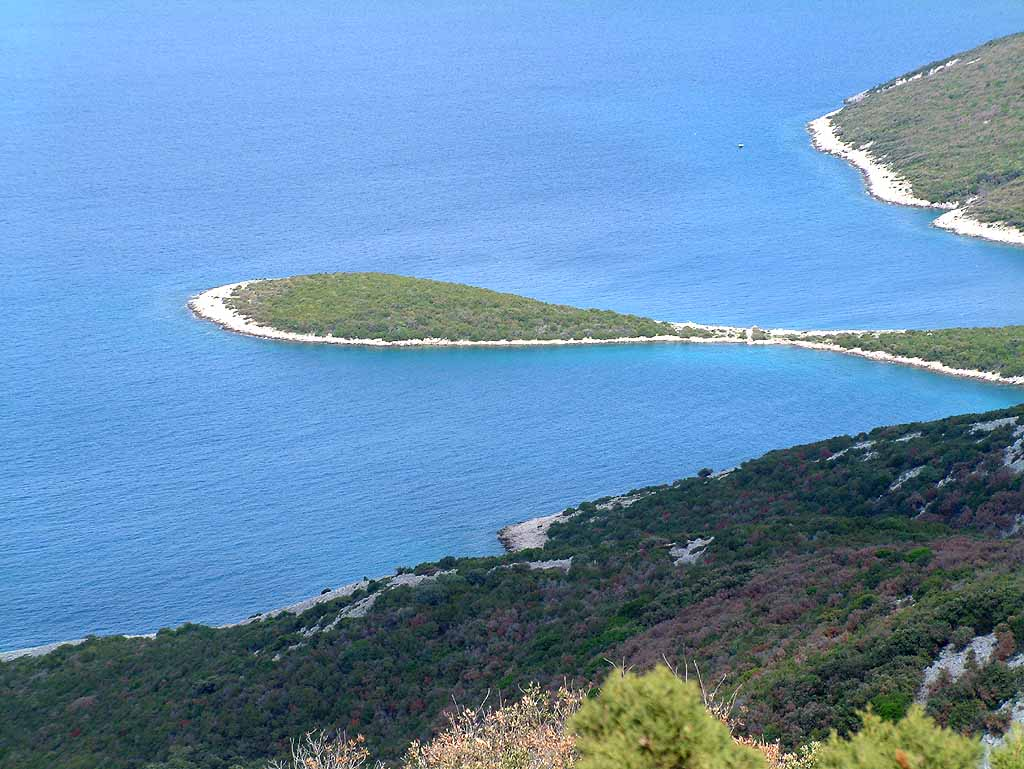
Félsziget Horvátországban

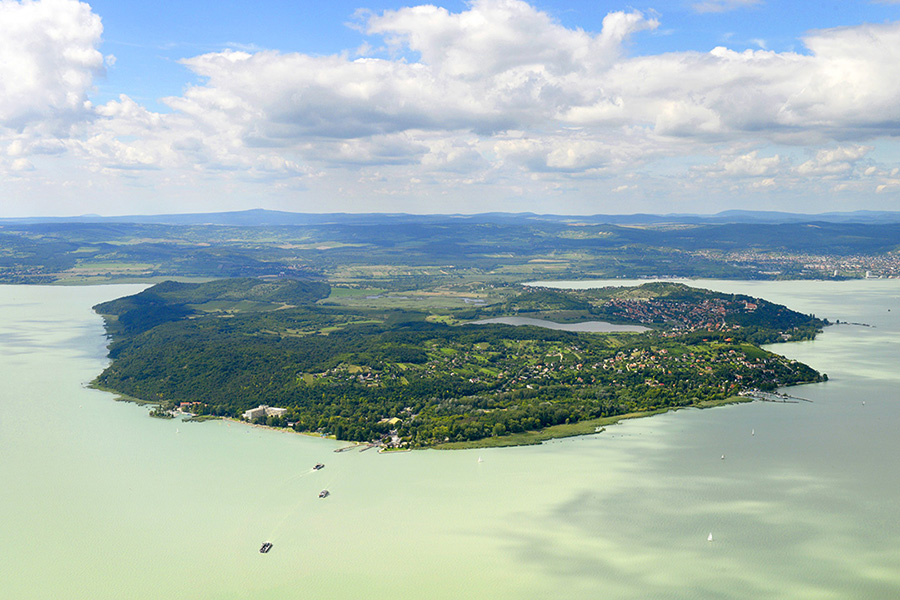
Tihanyi-félsziget légifotója - a Balaton északi partján

A félsziget a szárazföldnek a vízbe benyúló része, melyet összefüggő víz legalább három oldalról körbevesz.
Némely félsziget, mint a Tihanyi-félsziget vagy a Krím, igen csekély kapcsolatban van a szárazfölddel. Más félszigetek, mint a Balkán-félsziget, vagy az Indokínai-félsziget széles alappal csatlakoznak a szárazföldhöz. A kisebb félszigetek közül a hosszú, keskeny félszigeteket földnyelvnek nevezik.

## Híres félszigetek
| Európa - Appennini - Balkán - Bretagne - Calabria - Cornwall - Halkidikí - Ibériai - Isztria - Jylland - Kola - Krím - Peloponnészosz - Skandináv - Tihanyi | Ázsia - Arab - Kamcsatka - Kis-Ázsia - Koreai - Maláj - Sinai Afrika - Afrika szarva Antarktika - Antarktiszi | Amerika - Alaszka - Florida - Labrador - Új-Skócia - Yucatán - Alsó-kaliforniai Ausztrália - York |